# Nāḩiyat as Si‘in
Nāḩiyat as Si‘in (arabiska: ناحية السعن) är ett subdistrikt i Syrien.   Det ligger i provinsen Hamah, i den centrala delen av landet, 240 km nordost om huvudstaden Damaskus.
Trakten runt Nāḩiyat as Si‘in är ofruktbar med lite eller ingen växtlighet. Runt Nāḩiyat as Si‘in är det tätbefolkat, med 383 invånare per kvadratkilometer.